# Vörå
 Vörå (en finès:  Vöyri) és una localitat finlandesa fundada l'any 1868 i annexionada l'any 2011 a Maxmo i Oravais. En el moment de la fusió Maxmo tenia 1037 habitants (2003) i una superfície de 148,06 km² dels quals un 25% eren terra. I Vörå tenia 3.524 habitants (2003) i una superfície de 427,50 km² d'entre els quals 2,38 km² eren aigua.
Vörå és un municipi bilingüe amb el finès i el suec com a llengües oficials. La població està formada per 12% parlants finlandesos, 81% parlants suecs, i el 7% de parlants d'altres llengües.

## Història
La batalla d'Oravais durant la guerra finlandesa (1808-1809) va tenir lloc a Vörå.
El 2011, Vörå es va formar fusionant els municipis de Vörå-Maxmo i Oravais. Vörå-Maxmo, al seu torn, es va establir el 2007 fusionant els municipis de (antic) Vörå i Maxmo.
A partir del 2014, les indústries primàries de Vörå ocupen "el 15,5% de la població, el 32,9% de la gent treballa al sector industrial i el 50,3% de la gent treballa al sector serveis".
L'any 2024, està previst que l'escola finlandesa del municipi tanqui.